# Liška chama
Liška chama či liška kapská nebo liška zlatočerná (Vulpes chama) je malá psovitá šelma z rodu Vulpes.

## Popis

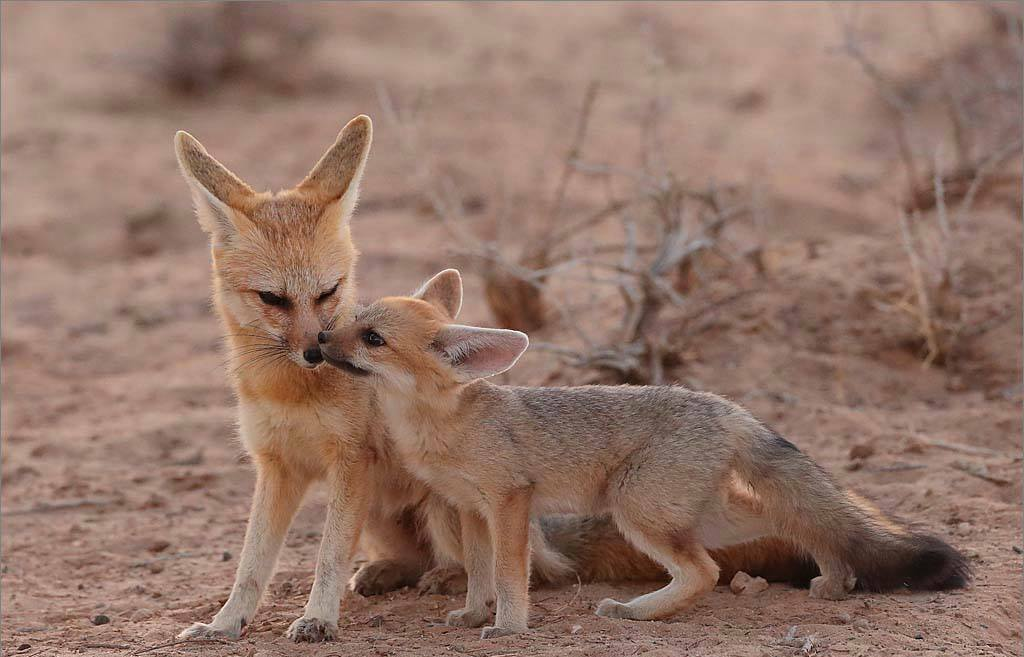
Liška chama s mláďaty

Chama je malá liška s krátkým špičatým čenichem a dlouhýma ušima. Má tělo pokryto krásnou srstí barvy zlaté, šedivé a černé od čehož také pochází její méně známý název liška zlatočerná. Obývá jižní Afriku a dokáže přežít poměrně dlouhé období bez vody i v takových podmínkách, kde by jiní psovití nepřežili. Přes den jsou ukrytí v norách a prohlubních a žijí typicky nočním životem, buď jako jednotlivci nebo v párech. Obývají savany, polopouště a travnaté planiny na území Zimbabwe, Jihoafrické republiky, Angoly, Namibie až po území Botswany. Chamy se rozmnožují jen jednou do roka. Po circa 53 denní březosti rodí samice do nory 3 až 6 slepých mláďat. Do devíti měsíců jejich života se o ně starají rodiče, později už začínají nabývat samostatnosti a mohou se dožít vysokého věku až 10 let. Živí se převážně hmyzem, drobnými hlodavci, ještěry ale i mršinami.
Její pokrevní příbuzný je liška pouštní, fenek a liška písečná.
- Váha: 3–5 kg.
- Délka ocasu: 30–40 cm.
- Délka těla: 45–63 cm.
- Výška: 28–33 cm.